# 테일러 소용돌이

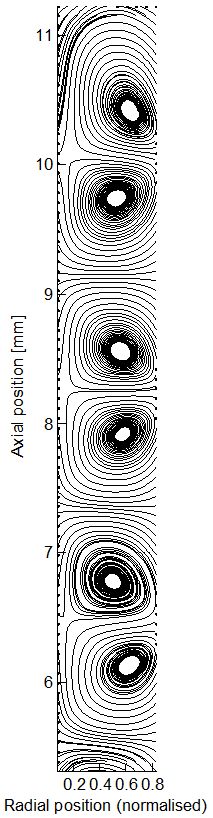

테일러 소용돌이 ( G. I. 테일러)는 회전하는 테일러-쿠에트 흐름내에 형성되는데 이때 흐름의 테일러 수 ({\displaystyle \mathrm {Ta} })는 임계값 {\displaystyle \mathrm {Ta_{c}} }을 초과한다.
다음의 조건을 만족하는 흐름에 대해
{\displaystyle \mathrm {Ta} <\mathrm {Ta_{c}} ,}
흐름내의 불안정성(인스터리티)는 없다. 즉, 흐름에 섭동은 점성 힘에 의해 감쇄된다. 그리고 흐름은 꾸준하다(정상 상태이다.) 그러나 {\displaystyle \mathrm {Ta} } 가 {\displaystyle \mathrm {Ta_{c}} }를 초과함에 따라 축대칭의 인스터빌리티가 나타난다. 이들 인스터빌리티의 본질은 지나친 안정성이라기보다는 안정성의 교환의 그것이다. 그리고 결과는 난류라기보다는 안정된 이차 흐름 패턴으로 그서은 흐름내에 큰 토러스 소용돌이내에 다른것의 위에 쌓여서 나타난다.
이들이 테일러 소용돌이이다. 원래 흐름의 유체역학이 불안할 때 {\displaystyle \mathrm {Ta} >\mathrm {Ta_{c}} },
새로운 흐름은 테이러-쿠에트 흐름이라 불리며 테일러 소용돌이를 지니고 실제로 안정한데 흐름이 큰 레이놀드 수에 달할 때까지만이다.
그점에서 흐름이 꾸준하지 않은 파동 소용돌이 흐름으로 천이하며 아마도 비축대칭성 인스터빌리티의 존재를 나타낸다.
쿠에트 흐름은 두가지 변수로 기하학적으로 특징을 나타낸다.
{\displaystyle \mu =\Omega _{2}/\Omega _{1}}
그리고
{\displaystyle \eta =R_{1}/R_{2}}
여기서 아래 첨자 "1"은 내부 실린더를 말하고 아래 첨자 "2"는 외부 실린더를 말한다. 이상적인 수학 문제는 {\displaystyle \mu }, {\displaystyle \eta }, 와 {\displaystyle \mathrm {Ta} } 의 특정 값을 선택하여 제기될 수 있다. 아래에서 {\displaystyle \eta \rightarrow 1} 와 {\displaystyle \mu \rightarrow 1}의 조건으로 접근함에 따라, 임계 테일러 수는 {\displaystyle \mathrm {Ta_{c}} \simeq 1708}이다.